# Aase Nordmo Løvberg
Aase Nordmo Løvberg (Målselv, 10 giugno 1923 – Lillehammer, 25 gennaio 2013) è stata un soprano norvegese naturalizzato svedese.
Dagbladet la definì una delle più grandi cantanti liriche norvegesi. Per molti anni cantò con Jussi Björling alla Opera reale svedese di Stoccolma e si esibì sotto la direzione di importanti direttori d'orchestra come Herbert von Karajan e Georg Solti.

## Biografia
Løvberg nacque nel 1923 a Målselv, nella contea di Troms, da una famiglia contadina.

## Carriera
Løvberg fece il suo debutto professionale a Oslo nel 1948 all'Università di Oslo.
Cantò nella Concert Hall di Stoccolma durante le Olimpiadi del 1952. Quell'anno si trasferì a Stoccolma, dove avrebbe vissuto fino al 1970. Jussi Björling e Birgit Nilsson erano due dei cantanti con cui si esibiva regolarmente. Nel 1957 Herbert von Karajan chiese a Løvberg di esibirsi all'Opera di Vienna, la quale accettò, facendo il suo debutto internazionale interpretando Sieglinde in La Valchiria. Quell'anno fu nominata cavaliere di prima classe per l' Ordine di Sant'Olav.
Løvberg si esibitì al Metropolitan Opera House e alla Royal Opera.
Fu la prima professoressa norvegese di canto all'apertura dell'Accademia di musica norvegese nel 1973. Fu anche direttrice del Den Norske Opera & Ballett a partire dal 1978.

## Ultimi anni
Nel 1981 si ritirò dalla sua carica di direttrice dell'Opera. Quell'anno fu anche nominata commendatore dell'Ordine di Sant'Olav.
Løvberg visse i suoi ultimi anni a Lillehammer, nella contea di Innlandet, dove morì all'età di 89 anni. Fu anche membro dell'Ordine della Stella Polare.